# Super Real Me
Super Real Me é o extended play (EP) de estreia do girl group sul-coreano Illit. Foi lançado em 25 de março de 2024, pela Belift Lab e distribuído pela YG Plus. O álbum traz quatro faixas, incluindo o single principal "Magnetic".
O álbum SUPER REAL ME foi bem recebido pela mídia, vendendo 380.056 cópias em sua primeira semana. Alcançou o topo das tabelas da Coreia do Sul, Taiwan, Singapura, Malásia, Japão, Hong Kong e Vietnã, bem como o top quinze na Indonésia, Filipinas, Tailandia, Cazaquistão e Globalmente no Spotify. O álbum rendeu-lhe os prêmios de Rookie Of The Year e Best Digital Song com "Magnetic" no 39th Golden Disc Awards, bem como o prêmio de Best New Female Group, no MAMA Awards 2024. O álbum recebeu os certificado de Ouro na Nova Zelândia, Platina dupla no Japão e Platina na Coreia do Sul no Hanteo e no Circle Chart.

## Antecedentes e lançamento
Em 13 de fevereiro de 2024, a Belift Lab confirmou oficialmente que Illit estreará em março. Em 21 de fevereiro de 2024, a gravadora confirmou ainda que Illit estrearia com um extended play (EP) com o presidente da Hybe estrelando como o produtor do extended play. Em 26 de fevereiro de 2024, a gravadora revelou o nome do EP de estreia de Illit, Super Real Me, junto com as pré-encomendas do álbum. Uma semana depois, a lista de faixas do EP foi revelada nas redes sociais, com "Magnetic" como single principal. Oito dias depois, o teaser do medley de destaque foi revelado. O EP foi lançado em 25 de março de 2024, junto com o videoclipe de "Magnetic".

## Desempenho comercial
O EP vendeu mais de 380.000 álbuns físicos em todo o mundo na primeira semana de lançamento e 693.310 álbuns físicos vendidos ao todo na Coreia do Sul, além de vender mais de 15.000 copias na Nova Zelândia

## Lista de faixas
| Lista de faixas de Super Real Me |                       | |                         |         |  |
| N.º                              | Título                | Compositor(es) | Produtor(es)            | Duração |  |
| 1.                               | "My World"            | Albin Tangblad Lara Andersson Elin Bergman Bang Si-hyuk Ellie Suh (153/Joombas) Moon Yeo-reum (Jam Factory Vincenzo Noh Ju-hwan January 8th Lee Yi-jin Choi Bo-ra (153/Joombas) | Tangblad                | 1:47    |  |
| 2.                               | "Magnetic"            | Slow Rabbit Bang Martin Salem Ilese Danke Vincenzo Lee Sophie Leigh McBurnie Lauren Amber Aquilina Marcus Andersson Kim Kiwi Oh Hyun-seon (Lalala Studio) James                 | Slow Rabbit Bang Martin | 2:40    |  |
| 3.                               | "Midnight Fiction"    | Noh Stella Jones Ryu Hyun-woo Moon Ji-young (Lalala Studio) Kim Ji-soo (Lalala Studio) Bang Vincenzo Danke                                                                      | Noh                     | 2:48    |  |
| 4.                               | "Lucky Girl Syndrome" | Stint Alna Hofmeyr Annika Bennett Shinkung Shin Bo-eun (Jam Factory) Bang Lee Noh Vincenzo Cha Ri (153/Joombas) Na Do-yeon (153/Joombas)                                        | Stint                   | 2:20    |  |
| Duração total:                   | Duração total:        | Duração total: | Duração total:          | 9:36    |  |

## Desempenho nas paradas
| Chart (2024)                       | Peak position |
| ---------------------------------- | ------------- |
| Japão (Oricon)                     | 3             |
| Japão Digital Albums (Oricon)      | 5             |
| Japão Hot Albums (Billboard Japan) | 3             |
| Coreia do Sul (Circle)             | 3             |
| EUA Heatseekers Albums (Billboard) | 15            |
| EUA World Albums (Billboard)       | 10            |

## Histórico de lançamento
| Região        | Data                | Formato                    | Gravadora          |
| ------------- | ------------------- | -------------------------- | ------------------ |
| Várias        | 25 de março de 2024 | Download digital streaming | Belift Lab YG Plus |
| Coreia do Sul | 25 de março de 2024 | CD                         | Belift Lab YG Plus |